# هامور ذو هالات
هامور ذو هالات أو هامور هالاتي (الاسم العلمي Epinephelus areolatus)، نوع من الهامور وفصيلة القرفصية. أعطانه المحيط الهادي والمحيط الهندي. موائل الشعاب المرجانية. يُصاد صيد تجاري ويُربى في مزارع الأسماك للأستهلاك البشري.